# Ulica Akademika Jangelja
Ulica Akademika Jangelja (in russo:Ул. Академика Янгеля) è una stazione della metropolitana di Mosca situata sulla Linea Serpuchovsko-Timirjazevskaja, la linea 9 della Metropolitana di Mosca; è stata inaugurata il 31 agosto 2000.